# Iranisch-pakistanische Beziehungen

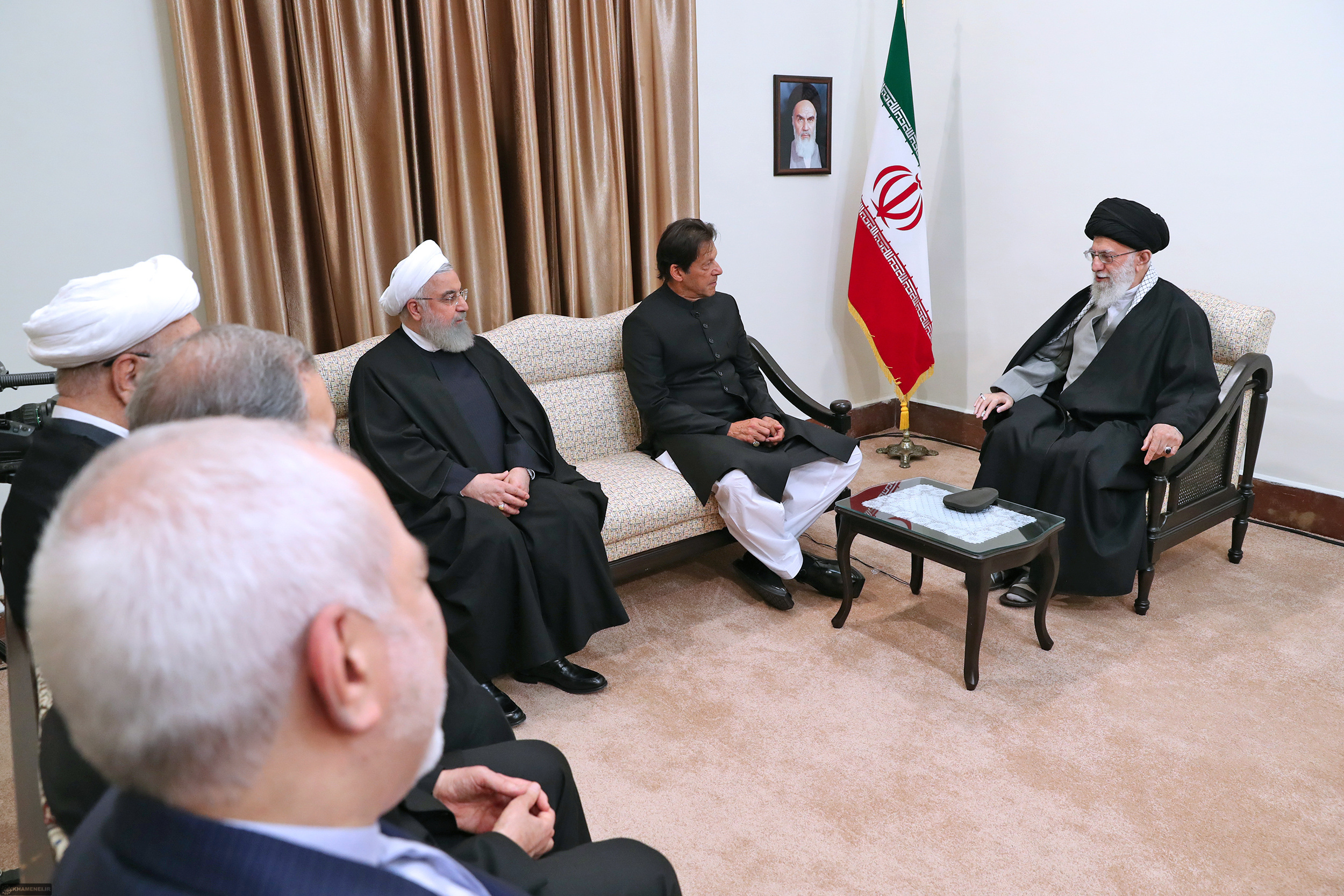
Treffen zwischen Imran Khan und Ali Chamenei (2019)

Die Iranisch-pakistanischen Beziehungen sind das zwischenstaatliche Verhältnis zwischen dem Iran und Pakistan. Beide Seiten nahmen am 14. August 1947, dem Tag der Unabhängigkeit Pakistans, diplomatische Beziehungen auf und der Iran war das erste Land, das Pakistan anerkannte. Während des Kalten Krieges (1945–1991) kooperierten beide Staaten eng. Pakistan und der Iran waren Gründungsmitglieder der antikommunistischen Allianz CENTO. Der Iran unterstützte Pakistan im indisch-pakistanischen Krieg von 1965 und im indisch-pakistanischen Krieg 1971. Sie kooperierten auch eng bei der Niederschlagung der separatistischen Bewegung der Belutschen in den 1970er Jahren, welche in beiden Ländern aktiv ist. Nach der islamischen Revolution (1979), die die Pahlavi-Dynastie stürzte, erkannte Pakistan die Islamische Republik Iran als einer der ersten Staaten an. Auch mit dieser neuen politischen Ausrichtung blieben die Beziehungen eng und trotz des großen Drucks der arabischen Welt blieb Pakistan im Iran-Irak-Krieg (1980–1988) neutral. In den 1990er Jahren trat erstmals ein bedeutender Konflikt zwischen beiden Ländern auf, als Pakistan in Afghanistan die Taliban unterstützte, während der Iran die Nordallianz unterstützte. Nach dem 11. September 2001 und der NATO-Intervention in Afghanistan näherten sich die Staaten wieder an. In den 2000er Jahren kam es wieder zu einer strategischen Konvergenz, als beide Länder enge Beziehungen zur Volksrepublik China etablierten und bei der Grenzsicherheit und der Entwicklung von Infrastrukturprojekten zusammenarbeiteten.  Der Iran hat auch sein Interesse daran bekundet, sich dem China-Pakistan Economic Corridor als Teil der größeren neuen Seidenstraße anzuschließen. Pakistan hat oft als Vermittler im Stellvertreterkonflikt zwischen Iran und Saudi-Arabien fungiert, da es als einer der wenigen Länder gute Beziehungen zu beiden Seiten unterhält.
Pakistan ist eines der wenigen Länder, in denen der iranische Einfluss positiv wahrgenommen wird, wie Umfragen des Pew Research Center zeigen. Umfragen haben immer wieder gezeigt, dass ein sehr hoher Anteil der Pakistaner ihren westlichen Nachbarn positiv sieht.

## Geschichte

### Vorgeschichte

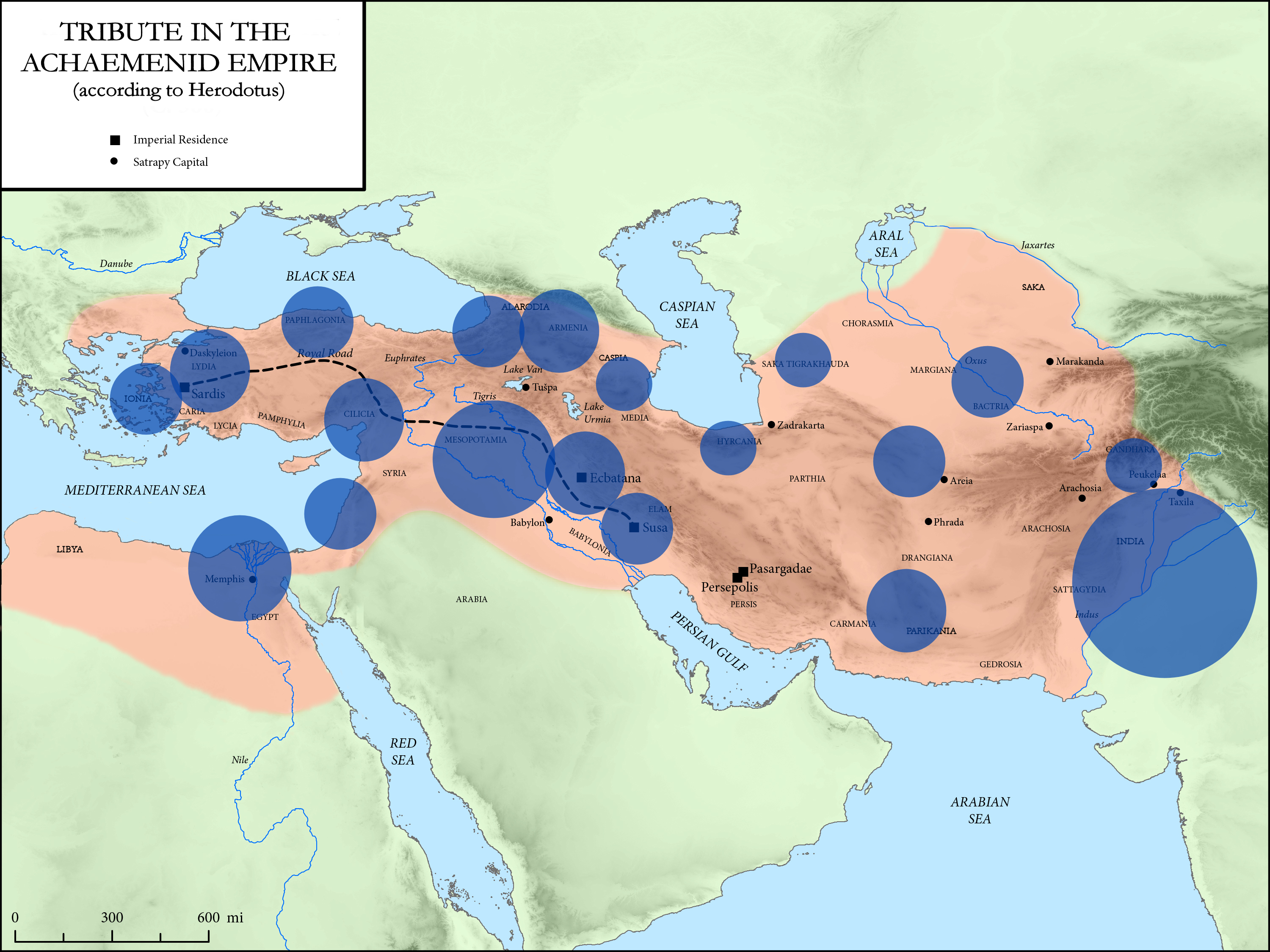
Regionen des Achämenidenreich nach gezahltem Tribut laut Herodot

Die Regionen, die den heutigen Iran und Pakistan umfassen, standen zu verschiedenen Zeitpunkten in der Geschichte unter der Herrschaft zusammenhängender eurasischer Großreiche, da sich Pakistan in einer Zwischenzone zwischen der iranischen Hochebene und dem indischen Subkontinent befindet. Das persische Achämenidenreich, das sich zu seiner Blütezeit (neben anderen Regionen) über das Gebiet zwischen dem Balkan und dem Indus (bei den Persern als Land Hind bekannt) erstreckte, eroberte während der Herrschaft von Darius I. im 5. Jahrhundert v. Chr. die Regionen der heutigen pakistanischen Provinzen Belutschistan und Khyber Pakhtunkhwa und stieß bis in das Fünfstromland vor. Auch das Einflussgebiet des Sassanidenreiches reichte bis in das heutige Pakistan. Später waren das Sultanat von Delhi (1206–1526) und das Mogulreich (1526–1857) von der persischen Kultur beeinflusst, und die persische Sprache fungierte als Hof- und Bildungssprache. Pakistan und Iran haben bedeutende kulturelle und religiöse Gemeinsamkeiten. Urdu, die Amtssprache in Pakistan, ist stark vom Persischen beeinflusst.

### Pakistan und das Iranische Kaiserreich

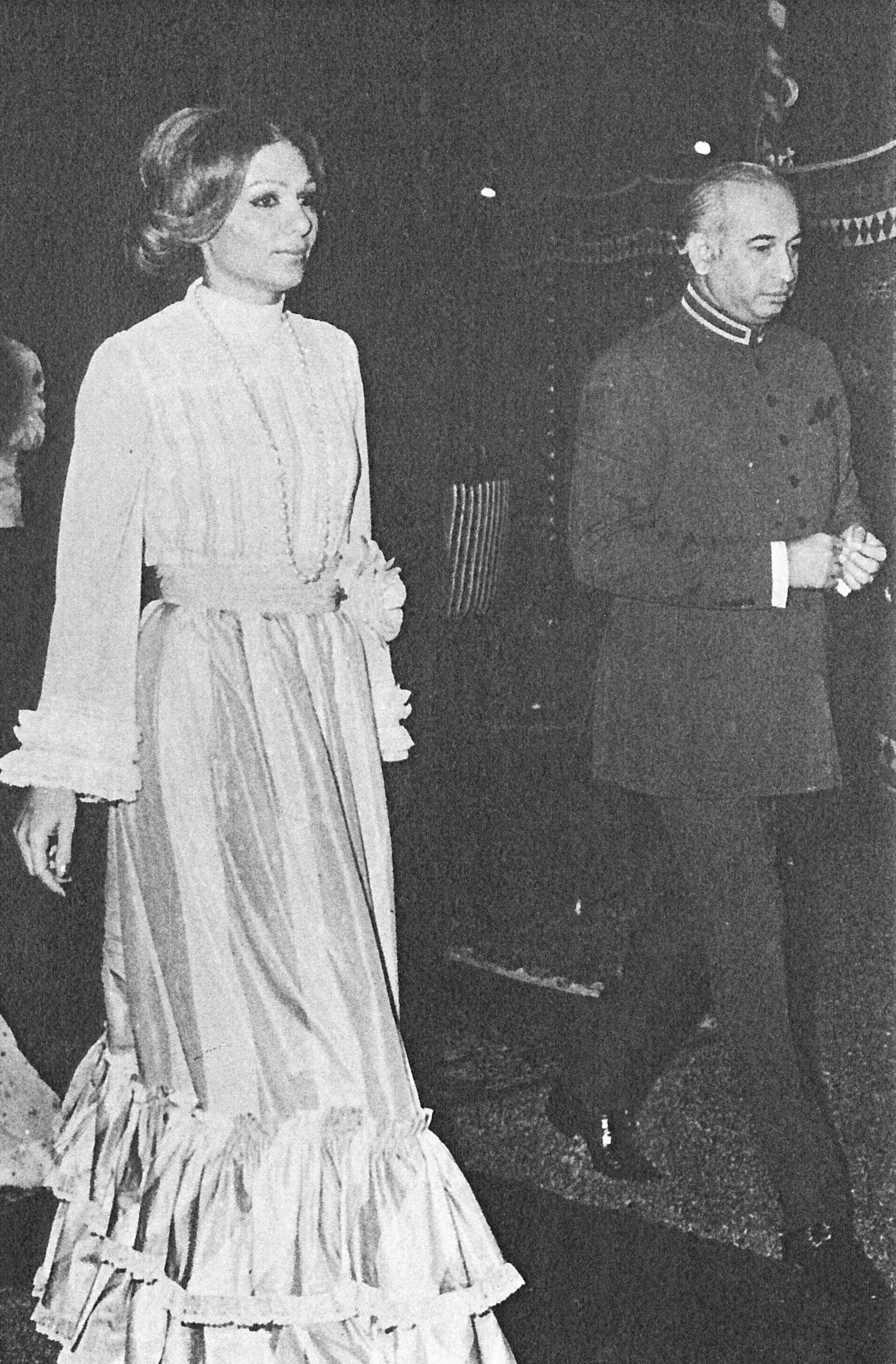
Kaiserin Farah Pahlavi mit Pakistans Zulfikar Ali Bhutto (1972)

Der Iran war das erste Land, das Pakistan als unabhängigen Staat anerkannte, und Schah Mohammad Reza Pahlavi war das erste Staatsoberhaupt, das Pakistan einen offiziellen Staatsbesuch abstattete (im März 1950). Im Mai 1950 wurde ein Freundschaftsvertrag zwischen beiden Ländern unterzeichnet. Einige der Klauseln des Freundschaftsvertrags waren von größerer geopolitischer Bedeutung. Zu diesem Zeitpunkt hatten beide Länder eine säkulare, antikommunistische und prowestliche Ausrichtung, was sie zu natürlichen Verbündeten machte. Pakistan fand im Iran einen Partner, nachdem Indien sich dem ägyptischen Präsidenten Gamal Abdel Nasser angenähert hatte, der eine panarabische Ideologie zu exportieren versuchte, die viele der traditionelleren arabischen Monarchien bedrohte, von denen einige mit dem Schah des Iran verbündet waren. Pakistan, der Iran, der Irak und die Türkei traten 1955 der von den Vereinigten Staaten unterstützten Central Treaty Organization (CENTO) bei, einem antisowjetische Verteidigungsbündnis entlang des südlichen Perimeters der Sowjetunion, welches eine kommunistische Expansion in den Nahen Osten blockieren sollte.
Der Iran und Pakistan verstärkten ihrer Handelsbeziehungen und der Iran belieferte Pakistan mit billigem Erdöl. Der Iran spielte eine wichtige Rolle im indisch-pakistanischen Krieg von 1965 und versorgte Pakistan mit medizinischen Hilfsgütern und einem Geschenk von 5.000 Tonnen Petroleum. Nach der Aussetzung der amerikanischen Militärhilfe für Pakistan kaufte der Iran Berichten zufolge neunzig North American F-86-Kampfflugzeuge von der Bundesrepublik Deutschland und lieferte sie anschließend an Pakistan. Im Bangladesch-Krieg 1971 spielte der Iran erneut eine wichtige Rolle für Pakistan, diesmal durch die Lieferung militärischer Ausrüstung und durch diplomatische Unterstützung gegen Indien. Die Abspaltung von Bangladesch wurde vom Iran abgelehnt, der einen Zerfall seines Nachbarn Pakistan fürchtete. Als 1973 in der pakistanischen Provinz Belutschistan ein bewaffneter Aufstand ausbrach, bot der Iran, der befürchtete, der Aufstand der Belutschen könnte auf seine eigene Provinz Sistan und Belutschistan übergreifen, umfangreiche Unterstützung an. Er lieferte Waffen und Informationen und unterstützte Pakistan mit 200 Millionen US-Dollar an Militärhilfen. Später, im Jahre 1976, spielte der Iran erneut eine wichtige und einflussreiche Rolle als Vermittler, indem er eine Annäherung zwischen Pakistan und Afghanistan ermöglichte.
Iran reagierte auf den überraschenden indischen Atomtest von 1974 (Codename Smiling Buddha) mit Zurückhaltung. Während eines Staatsbesuchs im Iran 1977 versuchte der pakistanische Premierminister Zulfikar Ali Bhutto, den Shah zur Unterstützung des eigenen pakistanischen Atombombenprojekts zu überreden. Obwohl die Reaktion des Schahs nicht offiziell bekannt ist, gibt es Hinweise darauf, dass er sich weigerte, Bhutto entgegenzukommen. Im Juli 1977 wurde Bhutto nach durch einen Militärputsch aus dem Amt gedrängt. Die neue Regierung der Militärdiktatur unter General Muhammad Zia-ul-Haq war ideologisch ultrakonservativ und religiös ausgerichtet, was das Land im Gegensatz zum damals säkularen Iran brachte.

### Pakistan und die Islamische Republik Iran
Im Jahr 1979 war Pakistan eines der ersten Länder der Welt, das das neue revolutionäre Regime im Iran nach dem Sturz des Schah anerkannte. Der pakistanische Außenminister Agha Shahi reagierte rasch und reiste sofort zu einem Staatsbesuch nach Teheran, wo er am 10. März 1979 mit seinem iranischen Amtskollegen Karim Sandschabi zusammentraf. Pakistans Diktator Zia-ul-Haq lobte die Revolution und Ayatollah Chomeini, der Verkündete, dass  „Die Beziehungen zu Pakistan auf dem Islam basieren“. Die Beziehungen zwischen dem mehrheitlich schiitischen Iran und dem mehrheitlich sunnitischen Pakistan wurden allerdings in den 1980er Jahren durch konfessionelle Spannungen belastet, da pakistanische schiitische Muslime sich im Rahmen des sunnitisch geprägten Islamisierungsprogramms der Militärregierung, das in ganz Pakistan eingeführt wurde, diskriminiert fühlten. Versuche des Revolutionsexports durch den Iran verstärkten die konfessionelle Spannungen auch in Pakistan.  In Afghanistan unterstützte der Iran im Verbund mit Saudi-Arabien und den USA die militanten Mudschaheddin, während der Iran vorwiegend schiitischen Gruppen half. Nach dem Beginn des Iran-Irak-Kriegs 1980 bemühte sich Pakistan um Neutralität, obwohl es von den USA und Saudi-Arabien aufgefordert wurde, Saddam Hussein zu unterstützen.

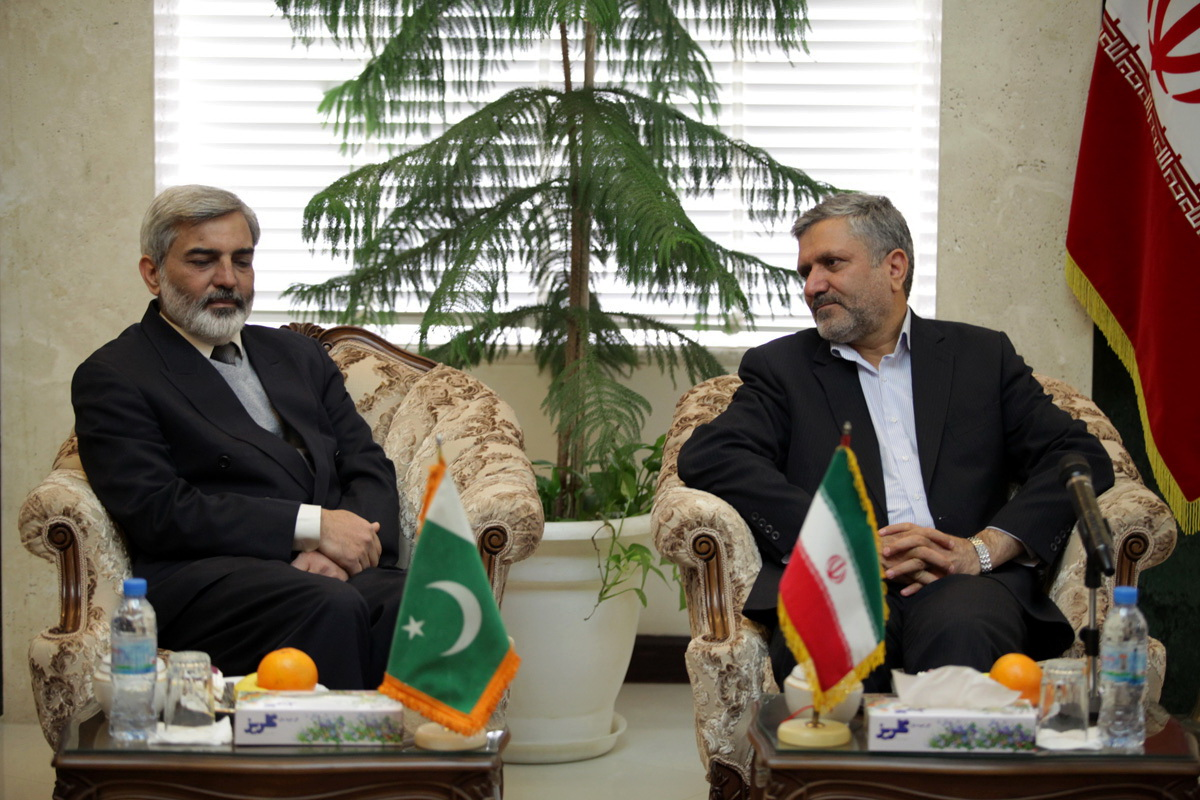
Iranisch-pakistanisches Treffen (2014)

Nach dem Rückzug der Sowjets aus Afghanistan 1989 und dem anschließenden Sieg der afghanischen Mudschaheddin verschärfte sich die Rivalität zwischen dem Iran und Pakistan, als die Mudschaheddin in mehrere Fraktionen zerbrachen. Die Saudis, der Iran und Pakistan konkurrierten um Einfluss in Afghanistan und unterstützten jeweils unterschiedliche Kriegsherren und Gruppen. Pakistan unterstützte unter Präsidentin Benazir Bhutto während der Bürgerkriege, die nach dem Ende des sowjetisch-afghanischen Krieges ausbrachen, ausdrücklich die Taliban. Dies führte zu einem Bruch mit dem Iran, da sich Iran dem Rivalen Pakistans, Indien, annäherte. Die von Pakistan unterstützten Taliban bekämpften die vom Iran unterstützte Nordallianz in Afghanistan und übernahmen die Kontrolle über 90 Prozent des Landes, einschließlich der Hauptstadt Kabul. Die Taliban gründeten 1996 das Islamische Emirat Afghanistan und begannen mit der Durchsetzung einer ultrakonservativen und radikalen islamischen Herrschaft. Der schwerwiegendste Bruch in den Beziehungen ereignete sich 1998, als die Taliban in Masar-e Scharif 11 iranische Diplomaten und einen iranischen Journalisten als Geiseln nahmen und später hinrichteten. Der Iran mobilisierte über 300.000 Soldaten an der afghanisch-iranischen Grenze und drohte mit einer Invasion Afghanistans, um die Taliban zu stürzen, welche sie nie als Regierung Afghanistans anerkannt hatten. Währenddessen unterstützte Pakistan weiterhin die Taliban.
Nach 2000 begannen sich die Beziehungen zwischen dem Iran und Pakistan wieder zu normalisieren. Pakistan war nach den Terroranschlägen vom 11. September 2001 gezwungen, seine Unterstützung für die Taliban in Afghanistan einzustellen und bei der NATO-Intervention zur Beseitigung der Taliban-Herrschaft zu kooperieren. Mit der folgenden Entfremdung Pakistans von der Vereinigten Staaten wurde China zum wichtigsten strategischen Partner sowohl des Iran als auch Pakistans, was zu einer strategischen Konvergenz zwischen Pakistan und dem Iran führte. Der Iran begann allerdings auch zunehmend eng mit Pakistans Erzrivalen Indien zu kooperieren. Pakistan und der Iran beteuerten nach der erneuten Machtübernahme der Taliban im Jahr 2021, die Stabilität Afghanistans zu unterstützen und dabei zu kooperieren. Anfang des Jahres 2024 kam es allerdings zu einem Konflikt zwischen beiden Ländern, als der Iran Ziele der sunnitischen Terrorgruppe Jaish ul-Adl im pakistanischen Belutschistan angriff, wobei es zu zivilen Opfern gekommen sein soll. Als Reaktion auf diesen nicht abgesprochenen Angriff griffen die pakistanischen Streitkräfte Ziele im Iran an, wobei laut iranischen Medien neun Menschen ums Leben kamen. Aus Protest zog Pakistan auch seinen Botschafter aus Teheran ab. Bald darauf kündigten beide Seiten an ihre diplomatischen Beziehungen wieder zu normalisieren.

## Wirtschaftsbeziehungen
Der Iran und Pakistan haben ein 2006 in Kraft getretenes Handelsabkommen unterzeichnet, was den Unternehmen beider Länder einen bevorzugten Zugang zum jeweils anderen verschafft. Aufgrund der internationalen Sanktionen gegen den Iran und der schlechten Infrastruktur in den Grenzgebieten wurde das Potenzial des bilateralen Handels noch nicht voll ausgeschöpft, und es gibt Probleme mit Schmuggel von Waren und Drogen. Das bilaterale Handelsvolumen lag 2023 bei knapp zwei Milliarden Euro pro Jahr und es hat sich in der Grenzregion von Belutschistan ein blühender Schwarzmarkt entwickelt.
Beide Länder haben bei der Errichtung von Infrastruktur kooperiert und die Volksrepublik China hat sich für eine Beteiligung des Irans am China-Pakistan Economic Corridor ausgesprochen, der Pakistans Küste mit dem Westen Chinas durch eine Reihe von Infrastrukturprojekten verbindet. Im Jahre 2024 gab Pakistan die Erlaubnis für die Errichtung einer Erdgaspipeline, die Gas aus dem Iran nach Pakistan transportieren soll. Das Projekt wurde bereits 2013 angekündigt, durch die US-Sanktionen gegen den Iran allerdings verschoben. Das Außenministerium der Vereinigten Staaten sprach sich gegen die Errichtung der Pipeline aus und drohte Pakistan mit Sanktionen.

## Militärische und sicherheitspolitische Zusammenarbeit

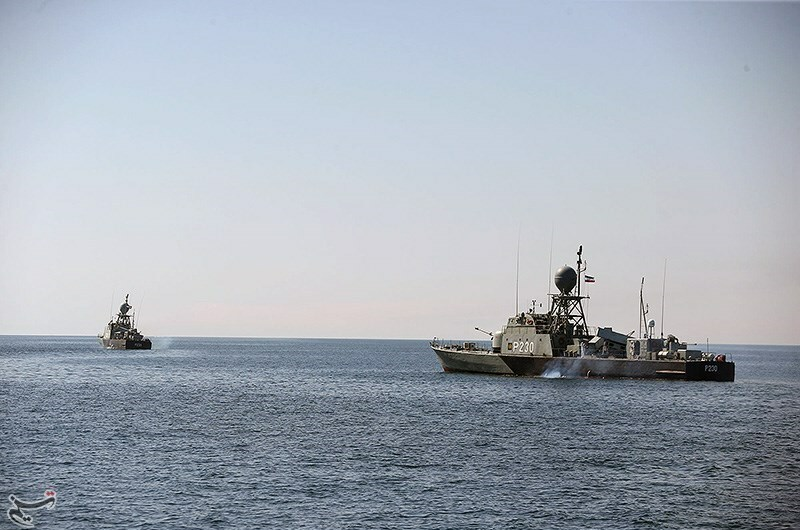
Iranisch-pakistanische Marineübung (2014)

Die iranische Unterstützung für Pakistan geht auf die 1960er Jahre zurück, als der Iran Pakistan mit amerikanischen Militärwaffen und Ersatzteilen belieferte, nachdem Amerika seine Militärhilfe für Pakistan eingestellt hatte. Nach dem indisch-pakistanischen Krieg von 1971 zog der neue Premierminister Zulfikar Ali Bhutto Pakistan sofort aus der CENTO und der SEATO zurück, da er der Ansicht war, dass die Militärbündnisse Pakistan nicht schützten oder angemessen unterstützten und stattdessen die Sowjetunion verprellten. Eine ernsthafte militärische Zusammenarbeit fand während der Aufstandsphasen in Belutschistan gegen die bewaffnete Separatistenbewegung in den Jahren 1974–77 statt. Rund 100.000 pakistanische und iranische Soldaten waren an der Niederschlagung der separatistischen Organisationen in Belutschistan beteiligt und schlugen den Widerstand bis 1980 erfolgreich nieder. Im Mai 2014 vereinbarten die beiden Länder gemeinsame Operationen gegen Terroristen und Drogenhändler in den Grenzregionen.
Iran und Pakistan sind beide Mitglieder der Shanghaier Organisation für Zusammenarbeit (SCO) und kooperieren militärisch mit der Volksrepublik China. Die Seestreitkräfte Pakistans und Irans halten regelmäßig gemeinsame Übungen im Arabischen Meer ab und haben gemeinsame Rüstungsprojekte vereinbart. Der Iran unterstützt die Position Pakistans im Kaschmir-Konflikt und zeigte sich solidarisch mit den dortigen Muslimen. Der Iran hat mit Pakistan bei der Entwicklung von ziviler Nukleartechnologie kooperiert. Nach dem ersten erfolgreichen Atomtest Pakistans 1998 gratulierte die iranische Regierung Pakistan.
Die iranisch-pakistanische Grenzregion ist von dem Belutschistankonflikt geprägt. In diesem Gebiet sind Aufständische der Balochistan Liberation Army und verschiedene Terrorgruppen aktiv. In der Vergangenheit haben sich beide Länder gegenseitig vorgeworfen, die Aktivitäten militanter Gruppen Im Grenzgebiet zu tolerieren.